# بینایی ورزشی
بینایی ورزشی یک شرکت خصوصی است که انواع تلویزیون مشاهده‌ای پیشرفته به تعداد مختلف حرفه‌ای رویدادهای ورزشی را فراهم می‌کند. آن‌ها با NFLهای NBAهای نسکارهای NHLهای MLBهای تحصیلات تکمیلی و دانشکده فوتبال، کار می‌کنند.
در سال 1996 stan Honey یک راه برای پیگیری هاکی با یک هاله آبی برای بینندگان تلویزیون فراهم کرد. در سال ۱۹۹۸ شرکت Supervision شکل گرفت و بعد از آن سال سیستم‌های کامپیوتری وارد شدند که خط زرد پایین صفحه تلویزیون که بیننده آن رادر یک فوتبال پخش زنده می‌بیند. این خط اطلاعات کامل بازی را به بیننده می‌دهدو از آن بعنوان استاندارد در فوتبال حرفه‌ای آمریکایی و کالج فوتبال کانادا پخش می‌شود.
یکی دیگر از محبوب‌های بینایی ورزشی محصولی به نام RACEf/x که با ایجاد پرچم مجازی بالای ماشین‌ها دنبال کردن آن‌ها را برای بینندگان آسانتر می‌کند.
کار دیگر ایجاد PITCHf/x بودکه لیگ اصلی بیسبال را در سایت Game DayMLB.com به شبکه‌های مختلف می داد تا زمانی که با Statcast در سال ۲۰۱۷ جایگزین شد.
آخرین تلاش برای هاکی بود که در سال ۲۰۱۵ انجام شد این سیستم جدید با استفاده از تراشه‌های کامپیوتری به استانداردسازی و افزایش حجم داده‌های ردیابی در طول این دوره از یک بازی است.